# 小花水锦树
小花水锦树（学名：Wendlandia parviflora），为茜草科水锦树属下的一个植物种。其种加词“parviflora”意为“小花的”。